# Habrotrocha crenata
Habrotrocha crenata är en hjuldjursart som först beskrevs av Murray 1905.  Habrotrocha crenata ingår i släktet Habrotrocha och familjen Habrotrochidae. Arten är reproducerande i Sverige.

## Underarter
Arten delas in i följande underarter:
- H. c. crenata
- H. c. sphagnicola